# Galopp ins Glück
Galopp ins Glück ist eine US-amerikanische Filmkomödie aus dem Jahr 1940, die Irving Cummings für 20th Century Fox inszenierte.
2014 wurde der Film ins National Film Registry aufgenommen.

## Handlung
Der argentinische Pferdezüchter Don Diego schickt seinen Sohn Ricardo Quintano nach New York, um dort einige Pferde zu verkaufen. Don Diego verbietet seinem Sohn, Geschäfte mit Binnie Crawford oder jemand anderem aus der Crawford-Familie zu machen. Binnies Bruder Willis hatte Jahre zuvor Don Diego betrogen.
Ricardo kommt in New York an und macht die Bekanntschaft von Glenda, die ein paar Pferde von ihm kaufen will. Schon bald hat er sich in Glenda verliebt, doch er findet heraus, dass sie eine Nichte von Binnie Crawford ist. Er verweigert den Verkauf und flüchtet zurück in seine Heimat. Glenda ist verwirrt und folgt ihm, begleitet von Binnie, nach Argentinien. Dort begegnen die beiden sich wieder. Jedem ist klar, dass Ricardo und Glenda zueinander gehören. Ricardo stellt Glenda seinem Vater als Miss Cunningham vor.
Glenda ermutigt Ricardo mit dem Pferd Furioso an einem Jagdspringen teilzunehmen. Don Diego, dem Ricardos Teilnahme nicht behagt, erfährt auf einer Pferdeshow von Glendas wahrer Identität. Von nun an wendet er sich von seinem Sohn ab. Er wird noch wütender, als Furioso beim Wettbewerb einen Sprung verweigert. Ricardo will nun alles daransetzen, den Ruf seines Vaters wiederherzustellen. Er nimmt mit Furioso an einem wichtigen Rennen teil und gewinnt dieses. Don Diegos Ansichten in Bezug auf Pferde und Glenda ändern sich.

## Produktion
Für Betty Grable war es die erste Hauptrolle bei Fox. Carmen Miranda gab ihr Debüt in einem US-Film.
Einen Gastauftritt hatte das Stepptanz-Duo Nicholas Brothers. Die Kostüme stammten von Travis Banton.
Der Film feierte am 11. Oktober 1940 seine Premiere. In Deutschland kam er am 4. Juli 1950 in die Kinos.

## Kritik
Das Lexikon des internationalen Films beschrieb den Film als knallbuntes Filmmusical mit rasanten Frauen, Pferden und Melodien – trotzdem nur mäßig amüsant.
Bosley Crowther von der New York Times schrieb, die Geschichte sei eine alberne Nichtigkeit. Ohne die wunderschöne Betty Grable und Carmen Miranda sei der Film nur ein weitläufiges Farbmusical, das von einigen knallbunten Nummern zusammengehalten werde.
Dave Kehr vom Chicago Reader bezeichnete den Film als laut, vulgär, lächerlich und unwiderstehlich unterhaltend.

## Auszeichnungen
Der Film erhielt 1941 drei Oscar-Nominierungen. Leon Shamroy und Ray Rennahan wurden in der Kategorie Beste Kamera (Farbe) und Richard Day und Joseph C. Wright in der Kategorie Bestes Szenenbild (Farbe) nominiert. Die dritte Nominierung ging an den Titelsong Down Argentine Way von Harry Warren (Melodie) und Mack Gordon (Text) in der Kategorie Bester Song.